# Сејо Ково
Сеад "Сејо" Ково (рођен 1970) је босански гитариста и текстописац. Раније је био члан босанског гаражног рок бенда Забрањено пушење.

## Живот и каријера
Ково је рођен у Сарајеву 1970. године.
Године 1994, Ково се преселио у Париз, Француска, са поп-рок бендом Overdream. Поред њега, чланови бенда су Самир Ћерамида, Душан Вранић, Ђани Перван и Борис Бачвић. Бенд је издао свој једини студијски албум 1996. године.
Године 1996. Ково је пратио Сеју Сексона и Елвиса Ј. Куртовића, са којима је поново покренуо бенд Забрањено пушење, Који се распао почетком 1990-их. Наступао је на два студијска албума; Филџан вишка (1997) и Агент тајне силе (1999).
Године 2007. Ково је објавио соло албум Je Tombe. Већина снимљених песама је на француском, док су на енглеском и босанском језику укупно три песме.